# Mons (Górna Garonna)
Mons – miejscowość i gmina we Francji, w regionie Oksytania, w departamencie Górna Garonna.
Według danych na rok 1990 gminę zamieszkiwało 750 osób, a gęstość zaludnienia wynosiła 102 osób/km² (wśród 3020 gmin regionu Midi-Pireneje Mons plasuje się na 439. miejscu pod względem liczby ludności, natomiast pod względem powierzchni na miejscu 1301.).